# 마리안 라데스키
마리안 라데스키(마케도니아어: Марјан Радески, 1995년 2월 10일 ~ )는 스트루가와 북마케도니아 국가대표팀에서 윙어로 활약하는 북마케도니아의 프로 축구 선수이다.

## 구단 경력
라데스키는 2011년에 FK 11 오크톰브리에서 선수 생활을 시작한 후 한 시즌 후 FK 메탈루르크로 이적했다. 2013년에는 시즌 최우수 선수상을 수상했다.
2022년 7월 3일, 아르메니아 프리미어리그 클럽인 퓨니크는 라데스키와의 계약을 발표했다. 2022년 12월 29일, 퓨니크는 라데스키가 클럽을 떠났다고 발표했다.
2023년 1월 16일, 스트루가는 라데스키와의 계약을 발표했다.

## 국가대표팀 경력
2014년 6월 18일, 라데스키는 중국과의 경기에서 국제 데뷔 전을 치렀고, 73분에 블라고하 토도로프스키와 교체되었다.
2016년 5월 29일, 라데스키는 오스트리아에서 열린 아제르바이잔과의 경기에서 첫 국제 경기 골을 기록했다. 2020년 4월 현재, 그는 총 16경기에 출전하여 1골을 기록했다.